# Dom przy ul. Piastów 19 w Nowej Rudzie
Dom przy ul. Piastów 19 w Nowej Rudzie – dwukondygnacyjny budynek mieszkalny rodziny Klambtów, zlokalizowany w noworudzkim centrum, pomiędzy domami: nr 17 i nr 21. Został on zbudowany około 1600 r., na co wskazują: jego układ sklepień piwnicy i ceglano-kamienne mury. Dom przebudowany był w latach 1890–1900. W przyziemiu budynku urządzono księgarnię. Już w latach 40. XIX w. na tyłach domu znajdowała się wolno stojąca oficyna nr 19 a. W niej swą pierwszą siedzibę znalazło wydawnictwo W. W. Klambta, które latach 50. XIX w. przeniesiono do nowej siedziby przy ul. Kopernika 8 a oficynę przebudowano na dom ogrodowy (j. niem.) Gartenhaus. Oficyna została wyburzona w XXI wieku. Aktualnie na parterze domu nr 19 mieści się sklep spożywczy.
Przy ul. Piastów znajduje się jeszcze kilka zabytkowych domów o numerach: 1, 5, 7, 21, 23, 25, 27.